# Economia post-keynesiana
L'economia post-keynesiana è una scuola di pensiero macroeconomico che si rifà alla Teoria generale di John Maynard Keynes, sebbene il suo successivo sviluppo sia stato largamente influenzato da Michał Kalecki, Joan Robinson, Nicholas Kaldor e Piero Sraffa.
Il biografo di Keynes Lord Skidelsky scrive che la scuola post-keynesiana è rimasta la più vicina allo spirito dell'opera di Keynes.

## Descrizione

### Definizione
Il termine post-Keynesiano fu usato per la prima volta nel 1975 da Alfred Eichner e Jan Kregel e dall'istituzione del Journal of Post Keynesian Economics nel 1978. Prima del 1975, e talvolta in opere più recenti, post keynesiano può semplicemente indicare la scienza economica sviluppatasi dopo il 1936, data della Teoria generale.
Gli economisti post-keynesiani sono uniti dalla convenzione che la teoria di Keynes è stata gravemente deformata dalle altre due principali scuole keynesiane: la sintesi neoclassica di Hicks e Modigliani (che era mainstream negli anni cinquanta e sessanta) e la Nuova macroeconomia keynesiana, che insieme ad altre correnti della scuola neoclassica sono dominanti sin dagli anni ottanta.
L'economia post-keynesiana può essere considerata un tentativo di ricostruire la teoria economica alla luce delle idee e intuizioni di Keynes, e contrapponendosi ai "neo-keynesiani" (così a volte è chiamata la sintesi tra Keynes e le citate sintesi neoclassiche di Modigliani, che ebbero grandissima diffusione) tuttavia anche i primi post-keynesiani come Joan Robinson cercarono di distanziarsi da Keynes e molte attuali concezioni post-keynesiane non possono essere trovate in Keynes. Alcuni post-keynesiani assunsero una concezione più progressista di quella di Keynes, con grande enfasi sulle politiche favorevoli ai lavoratori e alla redistribuzione. Robinson, Paul Davidson e Hyman Minsky davano una maggiore enfasi ai differenti effetti sull'economia tra i diversi tipi di investimenti e alle loro differenze pratiche, laddove Keynes trattava la questione in modo più astratto.

### Caratteristiche
Marc Lavoie definisce l'economia post-keynesiana tramite cinque paradigmi e due caratteristiche essenziali, che distinguono tale scuola da quella neoclassica.
- Realismo (anziché strumentalismo): l'analisi deve partire dalla realtà, e non da ipotesi astratte o ideali, e descrivere l'effettivo funzionamento dei sistemi economici
- Olismo (anziché individualismo): il tutto è più della somma delle parti; l'individuo non è un atomo indipendente, ma è influenzato dall'ambiente sociale; le istituzioni hanno una propria realtà specifica
- Razionalità limitata (anziché iper-razionalità): gli agenti spesso dispongono di informazioni insufficienti e hanno capacità limitate di gestirle; perciò agiscono in base a convenzioni o per imitazione
- Enfasi sulla produzione (anziché sulla scarsità): conta, più che la quantità di risorse, il grado con cui sono utilizzate (che ad es. aumenta con la piena occupazione)
- Intervento dello Stato (anziché del mercato): il mercato non è equo, né efficiente, né si auto-regola; lo Stato deve perciò intervenire direttamente o indirettamente
- Ruolo della domanda (anziché dell'offerta): la produzione è trainata dalla domanda, e non dai vincoli dell'offerta, anche nel lungo periodo
- Tempo storico (anziché logico): il tempo è irreversibile, e la posizione di equilibrio non è indipendente dal sentiero seguito per raggiungerla

Il fondamento teoretico dell'economia post-keynesiana è il principio della domanda effettiva, che la domanda è rilevante sia nel lungo che nel breve periodo, cosicché un'economia di mercato competitiva non ha alcuna naturale o automatica tendenza alla piena occupazione.
Contrariamente alle concezioni della nuova macroeconomia keynesiana che lavorano nella tradizione neoclassica, i post-keynesiani non accettano che la base teorica dei fallimenti del mercato nel generare il pieno impiego siano prezzi o salari vischiosi. I post-keynesiani generalmente rifiutano il modello IS-LM di John Hicks, che fu molto influente nell'economia neo-keynesiana.
Il contributo dell'economia post-keynesiana è stato esteso oltre alla teoria dell'occupazione aggregata, alle teorie di distribuzione dei salari, crescita, commercio e sviluppo in cui la domanda di moneta gioca un ruolo chiave, laddove nell'economia neoclassica queste sono determinate dalle forze 'reali' di tecnologia, preferenze, e dotazioni.
Nell'ambito delle teoria monetaria, i post-keynesiani furono tra i primi a enfatizzare che l'offerta di moneta risponde alla domanda di credito bancario, cosicché la banca centrale può scegliere la quantità di moneta o il tasso d'interesse, ma non entrambi allo stesso momento. Questa concezione è stata ampiamente inclusa nella politica monetaria, che ora utilizza come strumento il tasso d'interesse piuttosto che la quantità di moneta.
Nell'ambito della finanza Hyman Minsky propone una teoria delle crisi finanziarie basate sulla fragilità finanziaria che ha ricevuto di recente rinnovata attenzione.

## Principali economisti post-keynesiani
Principali economisti post-keynesiani della prima e seconda generazione dopo Keynes includono:
- Victoria Chick
- Paul Davidson
- Alfred Eichner
- Wynne Godley
- Augusto Graziani
- Geoff Harcourt
- Nicholas Kaldor
- Michał Kalecki
- Steve Keen
- Jan Kregel
- Paolo Leon
- Abba P. Lerner
- Hyman Minsky
- Basil Moore
- Luigi Pasinetti
- Joan Robinson
- George Shackle
- Anthony Thirlwall
- William Vickrey
- Sidney Weintraub

### Ulteriori letture
- Ric Holt e Steven Pressman, A New Guide to Post Keynesian Economics, Routledge, 2001.